# M320 유탄발사기
M320 유탄발사기는 미군에서 채용중인 M203 유탄발사기의 후속기종으로서 개발중인 차기 유탄발사기이다. 헤클러&코흐 AG36을 기반으로 개발되었으며, 2006년에 정식 채용되었다.

## 작동 방식
더블 액션 방식으로 작동하며, 기본적으로 M16A4나 M4A1과 같이 피카티니 레일을 내장한 소총에 장착할 수 있도록 설계되었다. 소총에 장착하여 유탄을 쏠 때 반드시 탄창이 있어야 했던 M203과는 달리, 탄창의 유무에 상관없이 방아쇠를 당길 수 있는 권총 손잡이가 있으며, 소총의 조준기와 유탄발사기의 조준기가 서로 겹치는 문제를 측면에 배치함으로써 해결하였다. 총열을 밀어서 약실에 탄두를 쑤셔넣는 M203와는 달리, 옆으로 비스듬히 총열을 꺾어 장전할 수 있기에 총열의 길이로 인해 제한적으로나마 쓸 수 있었던 비살상용 탄약의 범위가 넓어졌다.
M203과 마찬가지로 총열에 달지 않고 독립적으로 사용할 수 있도록 별도의 가변 개머리판이 제공된다.

## 같이 보기
- AG36
- M203 유탄발사기
- KAC 마스터키